# Torben Bille (Schauspieler)
Torben Bille (eigentlich Torben Bille Christophersen; * 31. Oktober 1945 in Køge; † 22. Juli 1993 in Dänemark) war ein dänischer Filmschaffender und Schauspieler.
Der kleinwüchsige Bille war bereits als Kind Teil einer fahrenden Zirkusgruppe und arbeitete gelegentlich als Requisiteur und Ausstatter für Filmprojekte. Durch seine körperliche Auffälligkeit erhielt er einige (meist kleine) Rollen als Darsteller in dänischen Filmproduktionen. Nach einer Hauptrolle im Jahr 1973 in dem unter Trashfilm-Fans gefeierten Das Haus der verlorenen Mädchen, der den internationalen Titel The Sinful Dwarf erhielt, war Bille in den nächsten Jahren in etlichen erotischen Werken zu sehen. Seit Ende der 1970er Jahre trat er nur noch dreimal auf und starb im Alter von 47 Jahren.

## Filmografie (Auswahl)
- 1970: Og så er der bal bagefter
- 1971: Guld til præriens skrappe drenge
- 1973: Das Haus der verlorenen Mädchen (Dvaergen)
- 1977: The Earth is flat
- 1985: Going Undercover
- 1986: Walter og Carlo 2
- 1988: Yellow Pages